# Gilbertaster anacanthus
Gilbertaster anacanthus är en sjöstjärneart som beskrevs av Fisher 1906. Gilbertaster anacanthus ingår i släktet Gilbertaster och familjen ledsjöstjärnor.
Artens utbredningsområde är havet kring Nya Zeeland. Inga underarter finns listade i Catalogue of Life.